# Holland: Van Texel tot Tiengemeten
Holland: Van Texel tot Tiengemeten is een in 2004 voor het eerst uitgezonden Nederlandse achtdelige documentaire-televisieserie over het gebied dat ooit het graafschap Holland vormde.

## Geschiedenis
De documentaire is een cultuurhistorisch onderzoek van het Hollandse landschap, gemaakt in opdracht van het Landschapsbeheer Zuid-Holland door Kees Slager en Theo Uittenbogaard. Samen maakten zij een wekenlange tocht van het noorden van Noord-Holland naar het zuiden van Zuid-Holland, 'lazen' het landschap en zagen dat er geen vierkante centimeter van dat drassige gebied achter de duinen onberoerd werd gelaten door de mens. Zij reisden van de keileembulten op Texel en Wieringen, via de dijken van West-Friesland, naar de droogmakerijen uit de 17e eeuw, van het eiland Pampus in de Stelling van Amsterdam naar de grachten van Amsterdam op Normaal Amsterdams Peil, via de Amstel, en de turfstekerijen in het veenlandschap van Nieuwkoop, langs de oude Rijn, die de 'limes' vormde, een deel van de grens van het Romeinse rijk tot aan de strandwallen waarop uiteindelijk chic Den Haag werd gebouwd. Door de ribbelige delta van de grote rivieren met z'n 'donken' en verdronken Biesbosch, op zoek naar het verdwenen landschap onder Europoort. Om ten slotte via het stadje Goedereede en de uienvelden van Overflakkee op het bijna verlaten eiland Tiengemeten te geraken, dat op het punt staat "teruggegeven te worden aan de natuur".

## Afleveringen
1. Na de IJstijdRoute 1: eiland Texel: Oosterend - Noorden - De Slufter - Eijerland - Hoge Berg - Den Hoorn - De Mok - Razende Bol, eiland Wieringen: Stroe - Den Oever - Hyppolytushoef - Amsteldiepdijk - De Haukes. 
Met: Arthur Oosterbaan (Ecomare) over de IJstijd, Marco Lont over keileem, Ben van Rijswijk over 'wier'dijk van zeegras en Henk Cornelisse over de korte en lange Afsluitdijk.
2. Dankzij de dijkenRoute 2: Wieringermeerpolder - Medemblik - Westfriese Omringdijk - Kolhorn - het Turfmuseum, Kolhorn - Sint Maarten - Zijpe - Hondsbosschezeewering - Petten - Schoorlse Duinen - de Kerf - Parnassia Vallei - Egmond aan den Hoef. 
Met: arts Jan Sluiters, een bewoner van Kolhorn, streekhistoricus Bert Siezen, polderhistoricus Helga Dannen, waterschapshistoricus Diederik Aten, boswachter Frans Eringveld en de abt van de abdij van Egmond, Mathijssen.
3. Tegen de waterwolfRoute 3: De Schermer - De Beemster / Noord-Hollands Kanaal - Akersloot - Schermereiland - Graft - Schermer - Rijpergouw - Midden-Beemster - Westfriese Omringdijk - Schardam - Monickendam - Uitdam - Edam - Ilpendam - Volendam - Waterland - Ransdorperdie - Zuiderwoude - Holysloot - Ransdorp - Zunderdorp - Broek in Waterland - Durgerdam - Vuurtoreneiland/Hoek van het IJ - de Stelling van Amsterdam. 
Met: streekhistoricus Cor Booij, museummolenaar Aart Dorst, leraar Nico van der Bron, de heer Lancee, boswachter-te-water Ton Pieters en Henk van Wessel van Rijkswaterstaat.
4. Een onhoudbare stellingRoute 4: Stelling van Amsterdam - Pampus - Nieuwendam - Amsterdam - de Dam - de grachten - Nieuw Amsterdams Peil - de Amstel - Ouderkerk aan de Amstel - Zwarte Kat - Nes aan de Amstel - Uithoorn - Fort aan de Drecht. 
Met: auteur Geert Mak, historicus Edwin Raap en kunstenaar Gerard van Hulzen.
5. Langs de grensRoute 5: De Hoef - de Kromme Mijdrecht - Russische Polder - Nieuwkoop - Noorden - lusthof De Haak - de Meije - Zwammerdam - de Oude Rijn - Alpen ad Rijn - Matilo - Leiden - Rijnsburg - Katwijk. 
Met: terreinbeheerder van Natuurmonumenten Fokke Alta en archeoloog Wilfried Hessing, en met tekeningen van Ulco Glimmerveen.
6. Achter de duinenRoute 6: Katwijk aan Zee - Meijendel - Wassenaar - Den Deijl - Voorburg - Duivenvoorde - Den Haag - Duinoord - Scheveningen - Panorama Mesdag - Wateringen - Zoetermeer - HSL-tracé - Groene Hart - Moordrecht - Hollandse IJssel - Nieuwerkerk ad IJssel - Gouda. 
Met: Marijke Poppelier en Georgette Lels van Duinwaterbedrijf Zuid-Holland, Hein Krans van Landschapsbeheer Zuid-Holland, sociaal-geograaf Henk Smal, archeoloog Kees Koot en het monument voor schipper Arie Evegroen.
7. Tussen de rivierenRoute 7: de Vlist - Schoonhoven - de Lek - Alblasserwaard - Tienhoven - Vijfheerenlanden - Diefdijk - het Wiel van Bassa - A2 - Gorkum - Arkel/Hoog Blokland - Hazendonk - Brantwijkse Donk - de Giessen - Hardinksveld Giessendam - Hollandsche Biesbos. 
Met: streekhistoricus Dik Kerkhof, journalist Rudie van Meurs, archeoloog Marten Verbrugge en boswachter Jacques van der Neut.
8. Het laatste landschapRoute 8: Kijfhoek - Zwijndrecht - Barendrecht - Rotterdam - Maassluis - Rozenburg - Pernis - Botlek - Europoort - Maasvlakte1 - de Slufter - Oost-Voorne - Haringvliet - Goedereede - Brouwersdam - Overflakkee - Melisand - Hellegatsplein - Hoekse Waard - Tiengemeten. 
Met: een bewoner van de laatste villa van Barendrecht, Nol Verhoef van Havenbedrijf Rotterdam, vogelkenner Paul Boere en Bert Verver van Natuurmonumenten over Tiengemeten met zijn 'Weemoed', 'Weelde' en 'Wildernis'.

## Credits
- Geproduceerd door Interakt in opdracht van Landschapsbeheer Zuid-Holland
- Research en productie: Ottoline Rijks, Elisa Mutsaers, Kitty Vermeer
- Camera en regie: Theo Uittenbogaard
- Verslaggeving: Kees Slager
- Montage: Vera Jong
- Leader: Wesley van de Plas
- Titelsong 'Ik hou van Holland': Joseph Schmidt, Willy Schootemeijer
- Muziek: Egon Kracht
- Kleurcorrectie: Ronald van Dieren
- Geluidsnabewerking: Huibert Boon
- Producent: Rene Mendel

## Trivia
- De AVRO zond de serie Holland: Van Texel tot Tiengemeten abusievelijk uit onder de titel Ik hou van Holland.

## Boek
- Het boek met het verslag van de reis, de teksten en foto's: Holland: Van Texel tot Tiengemeten (2003) Kees Slager/Theo Uittenbogaard (tekst), Elisa Mutsaers (foto's), uitg. Boom, Amsterdam ISBN 90-5352-983-7